# Панков, Александр Гаврилович
Александр Гаврилович Панков (12 сентября 1904, город Мензелинск, теперь Республика Татарстан, Российская Федерация — 26 марта 1985) — советский военный деятель, гвардии полковник. Депутат Верховного Совета УССР 3-го созыва. 

## Биография
По версии Шуруповой (Панковой) Алевтины Афанасьевны, которая является дочерью брата Александра Гавриловича, Афанасия Гавриловича (1886 г.р). -семья Панковых  была мещанами. Отец Гавриил Дементьевич Панков был уполномоченным учетчиком в Мещанской управе в г.Мензелинска, согласно Адрес-календарю и справочной книжке Уфимской Губернии на 1904 год страница 83.
Трудовую деятельность начал в пятнадцатилетнем возрасте в Мензелинском отделении социального обеспечения.
С 1923 года — в Красной армии. Служил в городах Мензелинске, Троицке Челябинской области, Оренбурге, Марьино-Горцы Белорусского военного округа. Получил высшее военное образование.
Член ВКП(б) с 1939 года.
В 1939-1941 годах — начальник штаба 75-го отдельного разведывательного батальона Брестской крепости в городе Бресте Белорусского особого военного округа.
Участник Великой Отечественной войны с 1941 года. Воевал на Центральном, Брянском, Юго-Западном, Воронежском, 2-м Украинском фронтах. В декабре 1941 — мае 1942 г. — командир 125-го стрелкового полка 6-й стрелковой дивизии. В 1942 — 1944 г. — начальник штаба 6-й стрелковой дивизии. В 1944-1945 годах служил начальником штаба 72-й гвардейской стрелковой дивизии.
С апреля 1945 года — командир 72-й гвардейской стрелковой дивизии. В 1946-1947 годах — командир 72-й гвардейской стрелковой дивизии Киевского военного округа в городе Конотопе Сумской области.
С 1947 г. — командир отдельной стрелковой бригады Киевского военного округа, штаб которой дислоцировался в городе Днепропетровске Днепропетровской области.
Затем — в отставке.

## Звание
- гвардии полковник (1943)

## Награды
- орден Ленина
- три ордена Красного Знамени (1.04.1944, 19.04.1944, 3.11.1944)
- орден Богдана Хмельницкого II степени
- орден Отечественной войны I степени (24.09.1944)
- орден Отечественной войны II степени (30.04.1943; 11.03.1985)
- медали